# San Ginés de la Jara
|  | Aquest article tracta sobre el convent al municipi de Cartagena. Si cerqueu el sant, vegeu «Genís de la Jara». |

San Ginés de la Jara és un convent dels Frares Menors Recol·lectes a la diputació del Beal, al terme municipal de Cartagena (Múrcia) als voltants del Mar Menor a Espanya, i als vessants del Cabezo de San Ginés. Es tracta d'un convent, en l'actualitat abandonat, sota l'advocació de sant Genís de la Jara. El 25 d'agost, data de celebració del sant, se celebra un tradicional romiatge que parteix de Cartagena i arriba fins al convent.

## Història

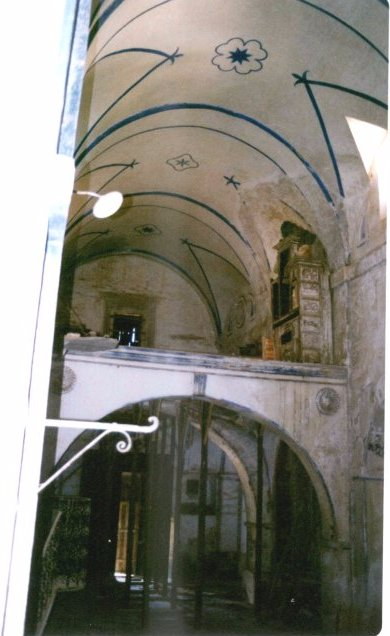
Vista interior del cor presa el 2001. El 2009 la caixa de l'orgue ha desaparegut.

Hi ha constància de cultes mossàrabs en l'actual ubicació del convent des d'abans del segle xi en plena dominació islàmica.
Sembla que al segle xiii existia una ermita adossada a una torre defensiva ocupada per monjos agustins.
En 1541, el papa Pau III reconeix la santedat de San Ginés de la Jara i estableix oficis religiosos entorn de la celebració de San Ginés de la Jara el 25 d'agost.
El convent actual va ser aixecat per l'orde franciscà en el segle xvi sota el patronatge del marquesat dels Vélez. D'aquesta època data la façana principal en la qual hi han els escuts dels esmentats franciscans i dels Vélez.
Exceptuant la façana renaixentista, la configuració actual del convent es deu a una reconstrucció total realitzada en el segle xvii. En aquesta centúria es va construir l'actual església d'una sola nau i sis capelles laterals (tres a cada costat) amb un retaule de perspectiva fingida sobre l'altar major. Té un cor (en l'actualitat desplomat) sobre els peus de l'església sobre els quals se situava un orgue barroc.
El convent comptava també amb un claustre, molt modificat per una reforma realitzada al segle xix, una torre, diverses ermites escampades per la muntanya propera i algunes edificacions annexes.
Com un oasi de verdor en l'àrid Camp de Cartagena s'estenia al voltant del convent un fèrtil i frondós hort i jardins molt celebrats per l'escriptor Francisco Cascales qui va visitar el convent al segle xvi.
| «                                                              | "... con dos copiosas fuentes que llenan una grande alberca: de aquí salen regueras guiadas por diversos caminos a todas las partes de él, con que se baña a menudo la óptima tierra y se engendra la inmensa fertilidad de árboles, yedras y flores... Aquí hay calles de naranjos..verdes arrayanes, idumeas palmas, altísimos pinos donceles preñados de su fruta dura, encumbrados cipreses... Ceres trocó en menudo trigo, lentiscos humildes y olorosos sabucos, y entre ellos, diversas flores por los márgenes sembradas, deleitando con su verdura y enamorando con sus olores..." | » |
| — Francisco Cascales. Discurs de la ciutat de Cartagena (1598) | |   |

En el segle xix el convent va ser desamortitzat i va començar la ruïna del cenobi. Algunes capelles amb frescs del segle xvii van ser derrocades.
En l'actualitat, malgrat haver estat declarat bé d'interès cultural (BIC) per decret de 28 de febrer de 1992, el convent està en un lamentable estat de ruïna a causa del seu abandó. Nombrosos elements mobles del seu interior, com l'orgue i alguns retaules han desaparegut, i part de la nau i el claustre estan enfonsats.
Tot el jardí i l'hort que envoltava el convent estan completament secs.
Pel seu penós estat de conservació ha estat inclòs en la llista vermella de patrimoni en perill d'Espanya, per l'associació Hispania Nuestra.